# Fuente de la Sirena (Xochimilco)
La fuente de la Sirena, está ubicada en Xochimilco enfrente del embaracadero Fernando Celada al sur de la Ciudad de México, es una de las fuentes más representativas de la zona, fue construida en el año de 1976 por el Pintor y Escultor el Mtro. Rubén Poblano Cordero y a los lado tienen dos placas una en español y otra en náhuatl que evocan a la tierra de xochimilco y a su gente.

## Leyenda
La figura de la sirena representa a la sirena que antes se aparecía en la laguna del toro en una fiesta en especial de Xochimilco entre los lirios se ponía a cantar, era entonces cuando las doncellas del lugar salían a bañarse a la laguna y a perseguir a la sirena, esperando que ella les concediera el favor de conseguir un buen hombre como marido; pero pobre de aquel hombre que se atreviera a meterse a bañar con las doncellas, ya que era atraído por la sirena.
|                      |
| Figura de la fuente. |

|                  |
| Fuente completa. |

|                   |
| Placa en Nahuatl. |

|                   |
| Placa en español. |